# ABBA: The Movie
ABBA - The Movie is een film over de popgroep ABBA. Deze film is gemaakt door regisseur Lasse Hallström die ook de videoclips maakt. De première van de film vond plaats in december 1977. In de film wordt min of meer verslag gedaan van ABBA's tournee door Australië, die eerder dat jaar plaatsvond.

## Verhaal
Radio DJ Ashley Wallace (Robert Hughes) is gevraagd door Radio Station Manager Bruce Barry om een interview met ABBA; Benny Andersson, Agnetha Fältskog, Anni-Frid Lyngstad en Björn Ulvaeus te beginnen in Australië. Hij heeft echter altijd pech. Hij vergeet z'n perskaart en reist hierdoor de groep achterna in Sydney, Perth, Adelaide en Melbourne. Als hij zijn deadline niet haalt, wordt hij ontslagen. Als hij alle moed heeft opgegeven, komt hij de groep per toeval tegen in een lift. Hier neemt hij een interview af. Hij weet op het laatste moment de tape bij het radiostation af te leveren.

## Rolverdeling
| Acteur             | Personage               |
| ------------------ | ----------------------- |
| Anni-Frid Lyngstad |                         |
| Benny Andersson    |                         |
| Björn Ulvaeus      |                         |
| Agnetha Fältskog   |                         |
| Robert Hughes      | Radio DJ Ashley Wallace |
| Stig Anderson      | Manager                 |
| Bruce Barry        | Radio Station Manager   |

## Filmmuziek
- Tiger
- S.O.S.
- Money, Money, Money
- He Is Your Brother
- Waterloo
- Mamma Mia
- Rock Me
- I've Been Waiting For You
- Why Did It Have To Be Me
- When I Kissed The Teacher
- The Name Of The Game
- Get On The Carousel (dit nummer is op geen enkel ander album of single verkrijgbaar)
- I'm A Marionette
- Fernando
- Dancing Queen
- So Long
- Eagle
- Thank You For The Music
- Ring Ring

## Uitgaves
In 2008 werd de film op dvd uitgebracht en op een 2 Disc special edition dvd uitgegeven, evenals Blu-ray.